# Signal (banda)
Signal fue una banda de Adult Oriented Rock estadounidense fundada en 1990. Sus miembros fueron Mark Free (cantante), Danny Jacob (guitarra), Erik Scott (bajo y teclados) y Jan Uvena (batería). Publicaron únicamente un disco, Loud & Clear, considerado actualmente como un clásico del género y en el que contaron con la colaboración del cantante de Mr. Big, Eric Martin. La composición del mismo corrió principalmente a cargo de Erik Scott y [Mark Baker mientras que el encargado de la producción fue Kevin Elson (productor de Europe, Journey, Lynyrd Skynyrd y Mr. Big). La falta de apoyo dentro de su discográfica EMI les llevó a disolver el grupo poco después de este lanzamiento.